# Seymour, Eau Claire County, Wisconsin
Seymour är en ort i Eau Claire County i delstaten Wisconsin, USA.